# Domförhet
Domförhet innebär att en domstol är domför, det vill säga har en sammansättning som gör att den är behörig att döma i ett mål eller ärende. 

## Domförhet i brottmål
I tingsrätt är man i brottmål vanligen domför med en lagfaren domare i kombination med tre nämndemän. I fråga om mindre allvarliga brott kan tingsrätten vara domför med en ensam lagfaren domare. 
I hovrätt ska rätten vanligen bestå av minst tre lagfarna domare och två nämndemän.